# Jan van Balen
Pour les articles homonymes, voir van Balen.
Jan van Balen, né le 21 juillet 1611 à Anvers et mort le 14 mars 1654, est un peintre flamand connu pour ses peintures baroques d'histoire et de sujets allégoriques. Il peint également des paysages et des scènes de genre.

## Biographie
Jan van Balen est le fils de Hendrick van Balen et de Margriet Briers. Son père est un éminent peintre à Anvers et a joué un rôle important dans le renouvellement de la peinture flamande au début du xviie siècle. Il a également été l'un des enseignants d'Antoine van Dyck.

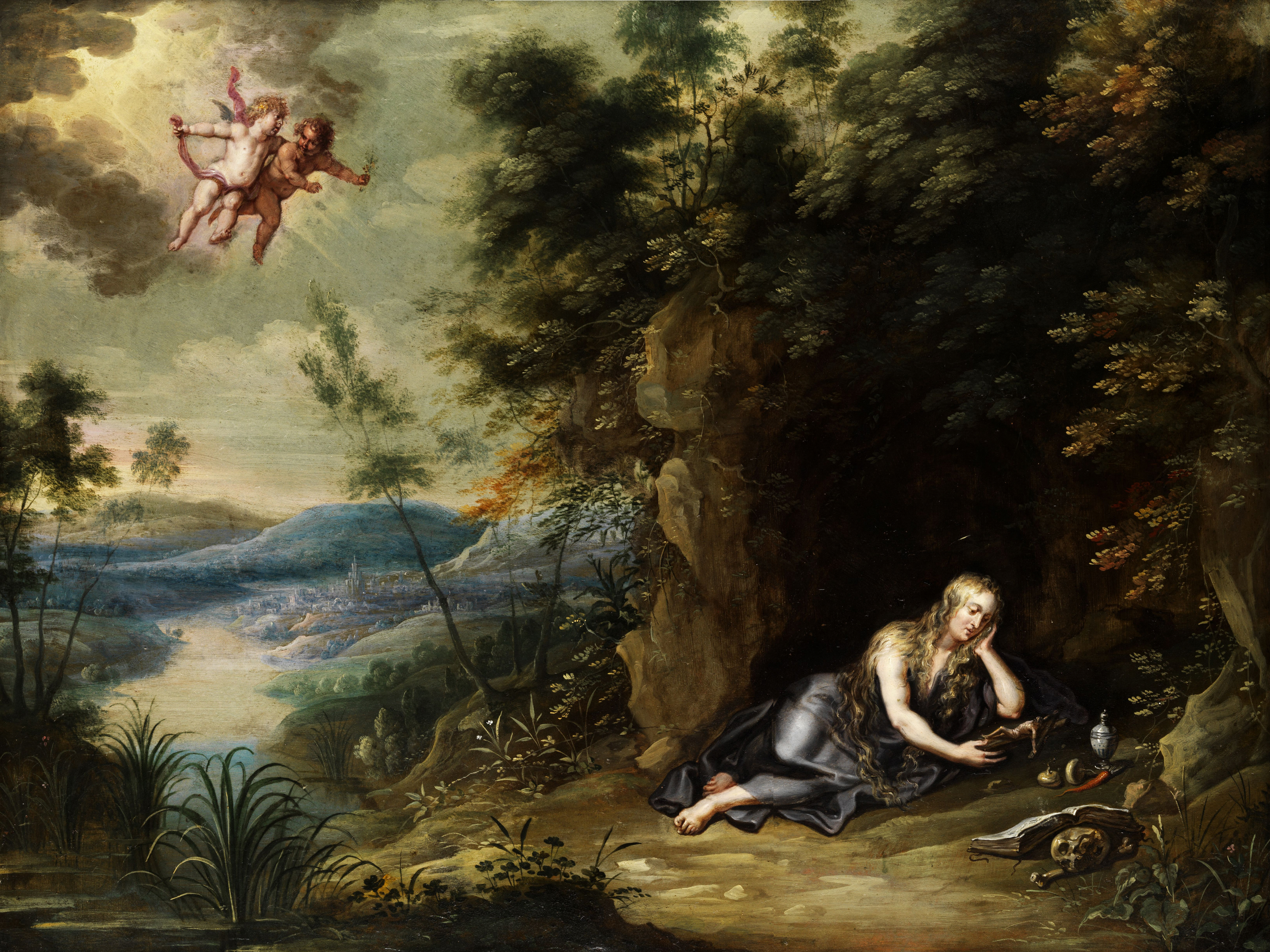
Marie de Magdala en ermite.

Jan van Balen a deux frères, Gaspard (né en 1615) et Hendrik (né en 1620), qui sont tous les deux peintres,, suivant l'enseignement de Jan. Sa sœur Maria a épousé le peintre Theodoor van Thulden.
Jan van Balen s'est formé avec son père. Il est inscrit à la Guilde de Saint-Luc d'Anvers en tant qu'apprenti en 1631 et en tant que maître en 1639-1640. 

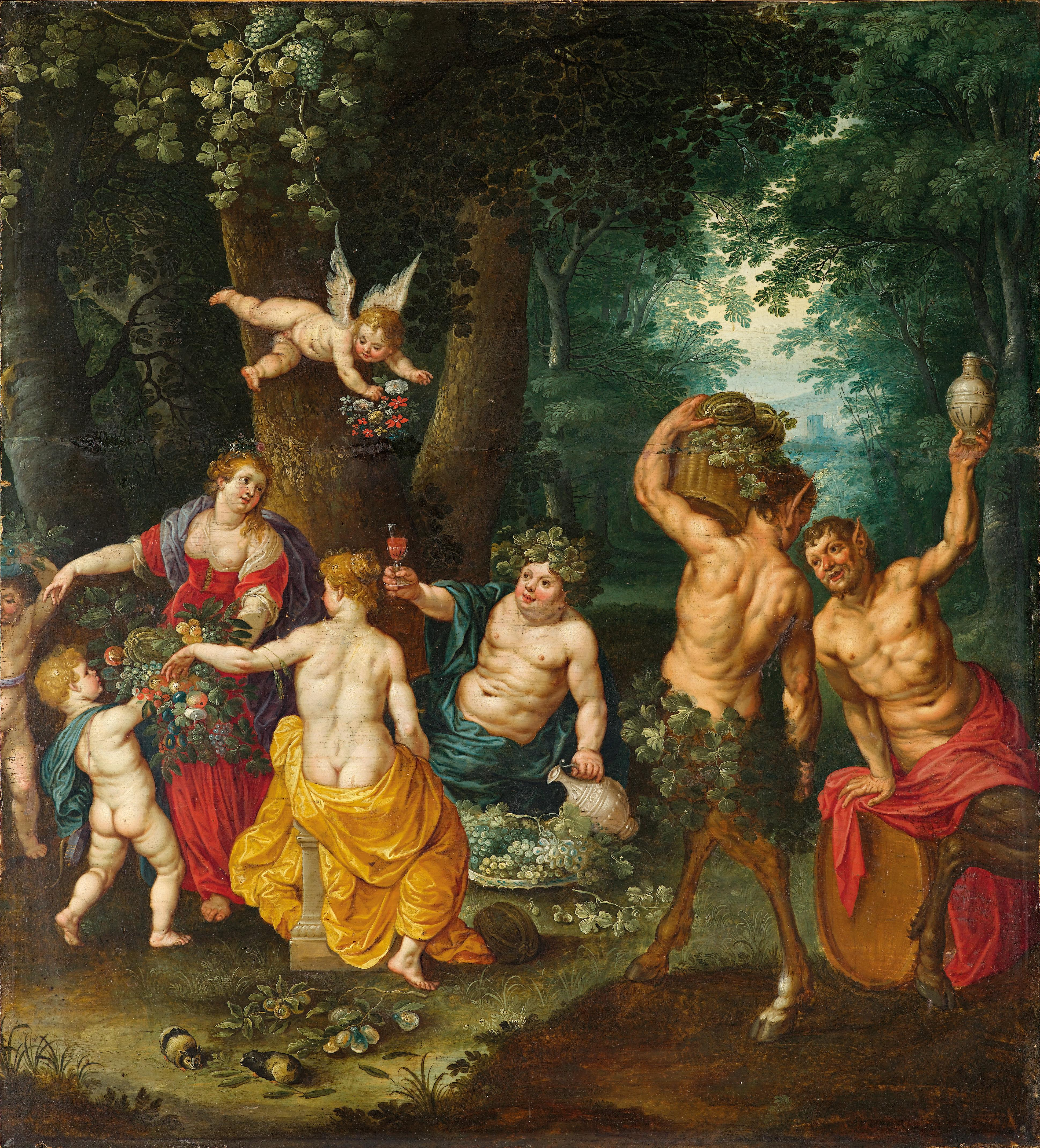
La Fête de Bacchus, avec Jan Brueghel le Jeune.

À l'occasion de la Joyeuse Entrée (Pompa Introitus) du nouveau gouverneur cardinal-infant Ferdinand d'Autriche à Anvers en 1635, Jan van Balen a collaboré avec son frère Gaspard, Theodoor van Thulden, Jan de Labare et Érasme Quellin le Jeune pour l'exécution des plans de la galerie sur le Meir et l'arc de triomphe de l'église Saint-Jean d'Anvers. La conception globale des décorations s'est faite sous la direction de Pierre Paul Rubens.
Jan van Balen part le 8 septembre 1639 avec son frère Gaspard pour un voyage en Italie. Les deux frères travaillaient à Rome, où Gaspard meurt le 7 mars 1641. Jan rentre ensuite à Anvers, où il épouse Joanna van Weerden le 31 mai 1642. Peu de temps après avoir donné naissance à leur unique enfant Peeter, sa femme meurt le 6 avril 1643.
Jan van Balen meurt en 1654 à Anvers, où il est enterré à l'église Saint-Jacques d'Anvers.

## Œuvre
Comme son père Hendrick, Jan van Balen a peint des scènes mythologiques et religieuses dans le style de son père. Il a également peint des paysages et des scènes de genre.
Parmi ses peintures d'histoire à sujet mythologique on trouve : 
- Jan van Balen, Apollon et les neuf Muses sur le Mont Hélicon, huile sur toile, 58 x 65 cm, coll. Part.

### Œuvres dans les collections publiques
- Chartres, musée des Beaux-Arts :
  - Saint Antoine de Padoue recevant l'enfant Jésus des mains de la Vierge, marbre octogone 27 × 22 cm[7].